# (473026) 2015 HF62
(473026) 2015 HF62 es un asteroide perteneciente al cinturón de asteroides, descubierto el 11 de junio de 1997 por el equipo del Spacewatch desde el Observatorio Nacional de Kitt Peak, Arizona, Estados Unidos.

## Designación y nombre
Designado provisionalmente como 2015 HF62.

## Características orbitales
2015 HF62 está situado a una distancia media del Sol de 2,727 ua, pudiendo alejarse hasta 3,044 ua y acercarse hasta 2,410 ua. Su excentricidad es 0,116 y la inclinación orbital 11,56 grados. Emplea 1644 días en completar una órbita alrededor del Sol.

## Características físicas
La magnitud absoluta de 2015 HF62 es 16,3.